# Arto Noras

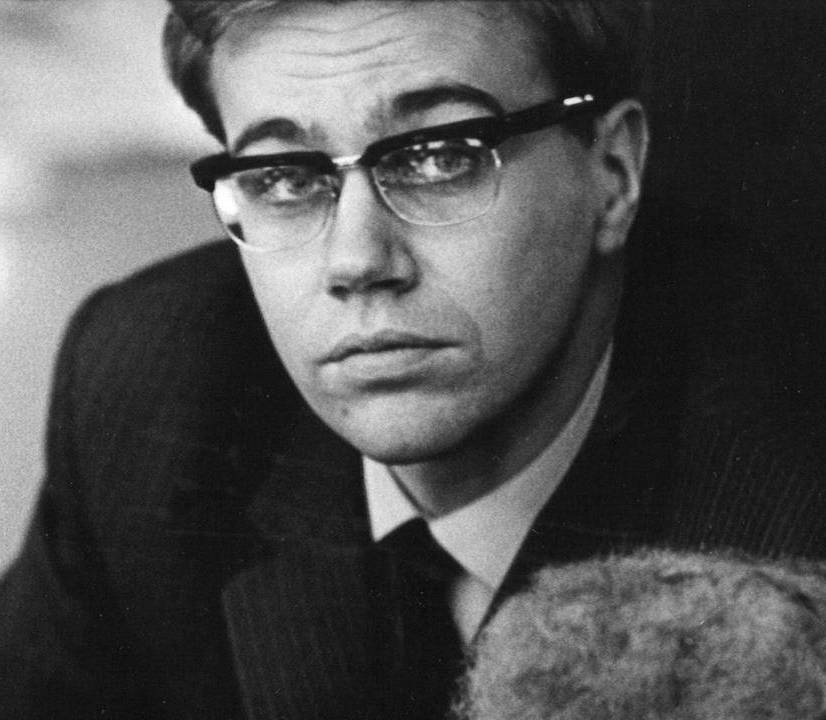
Arto Noras

Arto Noras (Turku, 12 mei 1942) is een Fins cellist.
Hij begon met cello te spelen op vijfjarige leeftijd. Hij kreeg vanaf zijn achtste lessen van Yrjö Selin aan de Sibeliusacademie. Daarna kreeg hij een verdere opleiding in Parijs bij Paul Tortelier (1962-1964) aan het Conservatoire national supérieur de musique. In 1964 studeerde hij daar af. In 1966 won hij de tweede prijs op het Tsjaikovski Concours in Moskou. Hij toerde de gehele wereld rond en begon zelf les te geven aan de Sibelius Academie (1970) en maakte ook deel uit van het strijkkwartet van de academie. In 1980 richtte hij het Naantali Muziekfestival op. 
Noras gaf ook masterclasses.
Een aantal componisten uit de 20e eeuw, waaronder Leif Segerstam, Erik Bergman, Henri Dutilleux en Einojuhani Rautavaara heeft concertos voor hem geschreven. Aulis Sallinen schreef voor hem een concert en een concertino.